# Spurio Papirio Crasso
Spurio Papirio Crasso (fl. IV secolo a.C.) è stato un politico e militare romano.

## Tribunato consolare
Nel 382 a.C. fu eletto tribuno consolare con Lucio Papirio Crasso, Gaio Sulpicio Camerino, Servio Cornelio Maluginense, Quinto Servilio Fidenate e Lucio Emilio Mamercino.
Lucio e Spurio comandarono le legioni romane che sconfissero gli abitanti di Velletri, e i contingenti di Prenestini, giunti per aiutarli.